# Jurjewka (rejon konyszowski)
Jurjewka (ros. Юрьевка) – wieś (ros. село, trb. sieło) w zachodniej Rosji, w sielsowiecie małogorodźkowskim rejonu konyszowskiego w obwodzie kurskim.

## Geografia
Miejscowość położona jest nad Wablą (dopływ rzeki Prutiszcze w dorzeczu Sejmu), 9 km od centrum administracyjnego sielsowietu (Małoje Gorodźkowo), 12 km na wschód od centrum administracyjnego rejonu (Konyszowka), 51 km na północny zachód od Kurska.
We wsi znajduje się 40 posesji.
Klimat
Miejscowość, jak i cały rejon, znajduje się w strefie klimatu kontynentalnego z łagodnym ciepłym latem i równomiernie rozłożonymi opadami rocznymi (Dfb w klasyfikacji klimatów Köppena).

## Demografia
W 2010 r. wieś zamieszkiwało 16 osób.